# 克林格爾斯巴赫格拉本河
49°48′42″N 9°35′23″E / 49.811548°N 9.589790°E
克林格爾斯巴赫格拉本河（德語：Klingelsbachgraben），是德國的河流，位於該國東南部，由巴伐利亞負責管轄，屬於美因河的右支流，河道全長5公里，流域面積4.69平方公里。